# Гур'єво-Козачанська сільська рада
Гу́р'єво-Козача́нська сільська́ ра́да — адміністративно-територіальна одиниця та орган місцевого самоврядування в Золочівському районі Харківської області. Адміністративний центр — село Гур'їв Козачок.

## Загальні відомості
- Гур'єво-Козачанська сільська рада утворена в 1918 році.
- Територія ради: 52,35 км²
- Населення ради: 829 осіб (станом на 2001 рік)

## Історія
14 березня 2013 року Харківська обласна рада виправила назву Гур'їво-Козачанської сільської ради Золочівського району на Гур'єво-Козачанську.

## Населені пункти
Сільській раді були підпорядковані населені пункти:
- с. Гур'їв Козачок
- с. Андріївка
- с. Баранівка
- с. Сотницький Козачок

## Склад ради
Рада складалася з 15 депутатів та голови.
- Голова ради: Мартиненко Валерій Анатолійович

### Депутати
За результатами місцевих виборів 2010 року депутатами ради стали:

#### За суб'єктами висування
| Суб'єкт висування                                       | Кількість обраних депутатів | %    |
| ------------------------------------------------------- | --------------------------- | ---- |
| Партія регіонів                                         | 7                           | 46,7 |
| Комуністична партія України                             | 3                           | 20   |
| Політична партія Всеукраїнське об'єднання «Батьківщина» | 3                           | 20   |
| Народна партія                                          | 2                           | 13,3 |

#### За округами
| № округу                                                | Прізвище, ім'я, по батькові       | Дата визнання обраним | Освіта             | Партійна приналежність                        | Відомості про обраного депутата                                 |
| ------------------------------------------------------- | --------------------------------- | --------------------- | ------------------ | --------------------------------------------- | --------------------------------------------------------------- |
| Комуністична партія України                             |                                   |                       |                    |                                               |                                                                 |
| 4                                                       | Гур'єв Володимир Єлісейович       | 02.11.2010            | вища               | позапартійний                                 | Поштове відділення зв'язку с. Гур'єв Козачок, начальник відділу |
| 8                                                       | Мартинов Володимир Ілліч          | 02.11.2010            | середня            | позапартійний                                 | тимчасово не працює                                             |
| 9                                                       | Лабузов Валерій Вікторович        | 02.11.2010            | середня спеціальна | позапартійний                                 | тимчасово не працює                                             |
| Народна Партія                                          |                                   |                       |                    |                                               |                                                                 |
| 11                                                      | Челомбітько Олександр Миколайович | 02.11.2010            | вища               | член Народної партії                          | СТОВ «Відродження», бух галтер                                  |
| 12                                                      | Мартиненко Алла Миколаївна        | 02.11.2010            | вища               | член Народної партії                          | Одноробівська загальноосвітня школа I-III ст., вчитель          |
| Партія регіонів                                         |                                   |                       |                    |                                               |                                                                 |
| 1                                                       | Бойко Вікторія Вадимівна          | 02.11.2010            | середня спеціальна | член Партії регіонів                          | Гур'єво-Козачансь-кий ФП, фельдшер                              |
| 2                                                       | Гур'єва Галина Яківна             | 02.11.2010            | середня спеціальна | член Партії регіонів                          | ТОВ «Дружба», бух галтер                                        |
| 3                                                       | Протопопова Людмила Зіновіївна    | 02.11.2010            | вища               | позапартійна                                  | Гур'єво-Козачанська сільська рада, секре-тар ради               |
| 5                                                       | Гур'єва Наталія Михайлівна        | 02.11.2010            | вища               | член Партії регіонів                          | Гур'єво-Козачансь-ка загальноосвітня школа I-III ст., вчитель   |
| 10                                                      | Лимаренко Олександр Володимирович | 02.11.2010            | середня спеціальна | член Партії регіонів                          | Агрофірма «Басово», водій                                       |
| 13                                                      | Шпанкіна Тетяна Дмитрівна         | 02.11.2010            | середня            | член Партії регіонів                          | Агрофірма «Басово», працівник                                   |
| 15                                                      | Мірейко Ірина Володимирівна       | 02.11.2010            | вища               | член Партії регіонів                          | Агрофірма «Басово», агроном                                     |
| Політична партія Всеукраїнське об'єднання «Батьківщина» |                                   |                       |                    |                                               |                                                                 |
| 6                                                       | Ромашов Олександр Анатолійович    | 02.11.2010            | середня спеціальна | член Всеукраїнського об'єднання «Батьківщина» | приватне підприємство, голова                                   |
| 7                                                       | Гур'єва Ольга Павлівна            | 02.11.2010            | вища               | член Всеукраїнського об'єднання «Батьківщина» | Гур'єво-Козачанська загальноосвітня школа I-III ст., вчитель    |
| 14                                                      | Ткачов Олександр Володимирович    | 02.11.2010            | середня            | член Всеукраїнського об'єднання «Батьківщина» | тимчасово не працює                                             |